# Roken
"Roken" fue un trío de música electrónica integrado por Gustavo Cerati, Flavio Etcheto y Leandro Fresco. Su música abarca desde el ambient hasta el dance, siendo su característica principal la improvisación y la composición en tiempo real de piezas que inducen al baile. El trío realizó presentaciones sorpresa no convencionales. 

## Historia
El nacimiento del grupo ocurrió en 2003, durante la gira "Siempre es Hoy 2002-2004" de Gustavo Cerati, en largas sesiones entre recitales en habitaciones de hoteles. Una terraza en el centro de Los Ángeles, EE. UU. y un par de locales de Internet en el interior de México fueron testigos de la formación del grupo, aún sin nombre en ese momento.
Roken fue bautizado así en República Dominicana al enfrentarse sus integrantes con un cartel de "Prohibido Fumar" escrito en holandés, minutos antes de una presentación del Tour, organizado para presentar en vivo el álbum "Siempre es hoy". El debut oficial de la banda bajo el nombre de Roken fue en diciembre de 2003, en Caracas, Venezuela. 
«Vértigo», uno de los temas de Roken, fue adaptado a una versión de banda e interpretado en shows solistas de Cerati en el último tramo de la gira, durante 2004. Tras la muerte de Gustavo Cerati, en 2014 y Flavio Etcheto en 2022, la banda perdió la posibilidad de editar un álbum oficial.

## Conciertos
El grupo tocó en lugares como: Chile, en el Festival Mutek en Valparaíso, junto a Ricardo Villalobos, Newmann y Mark Leclair; México, en México D.F., Mazatlán, Guadalajara y Monterrey; Argentina en Ushuaia, Mendoza y en el Festival BUE en Buenos Aires, junto a Massive Attack y Andrew Fletcher; Colombia, Puerto Rico, Panamá y Costa Rica.